# Flamengo Futebol Clube (Pirajuí)
O Flamengo Futebol Clube é uma agremiação esportiva brasileira de futebol da cidade paulista de Pirajuí. Suas cores e escudo foram inspirados no Clube de Regatas Flamengo. O clube encontra-se licenciado das competições organizadas pela Federação Paulista de Futebol.

## História
Fundado em 24 de abril de 1972, disputou os campeonatos paulistas das divisões de acesso por quatro anos. Sua primeira participação no campeonato profissional foi em 1986, na Terceira Divisão. Depois, participou da Quarta Divisão em 1988, 1989 e 1991. No ano seguinte, pediu licença junto a Federação Paulista de Futebol.
Em 2008, o clube chegou a voltar, na quarta divisão estadual, mas acabou por ser expulso do torneio e ter seus jogos cancelados pela Federação Paulista.
O time pirajuense voltou à atividade  amadoras em 2011 para a disputa do Campeonato Paulista de Futebol - Segunda Divisão Sub-20.

## Participações em estaduais
- Terceira Divisão (atual A3): 1986
- Quarta Divisão (atual Série B):1988, 1989, 1991, 2008

## Presidentes
- Agnaldo da Cruz